# Salterio mexicano

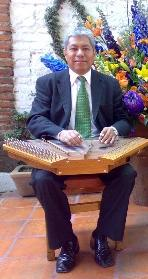
Salterista

El salterio mexicano es un instrumento de cuerda, que se origina del salterio de la época virreinal. Se construye en cuerpo de maderas formando un trapecio, con 5 puentes sobre los que pasan cuerdas de metal, que se pulsan  con uñas de tipo anillo de plástico, carey o metal, utilizando una en el dedo índice de ambas manos. 

## Variedades
Hay salterios de diversos tamaños, hasta de un metro de largo. Poseen voces de tenores, sopranos y requintos.
El salterio requinto consta de 90 cuerdas en grupos de tres, con una afinación aproximada  de Si4 a Fa#9. El salterio tenor consta de más de 100 cuerdas en grupos de tres y cuatro, con una afinación aproximada de Si3 a Fa#8.
Los puentes son colocados a una distancia precisa para dar la tonalidad a la nota. Se utilizan en las notas más agudas unos puentes de aluminio, los cuales son movibles para facilitar la afinación correcta a la nota deseada. 
En zonas muy húmedas o zonas con clima extremo los salterios se fabrican con aluminio sustituyendo la madera. Esto les da un timbre especial y una vida menos corta.

## Música tradicional

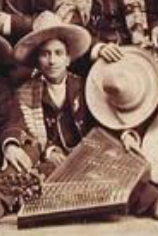
Un tocador de salterio de la Orquesta Típica Mexicana, c. 1885

El salterio es conocido por armonizar melodías de diversas canciones de las baladas y rondallas entre ellas de distintos orígenes, especialmente en la región de El Bajío (Guanajuato, Querétaro) y del Altiplano central (Hidalgo, Tlaxcala, Puebla, Morelos, Estado de México y la Ciudad de México).
Al paso del tiempo este instrumento ha sido soslayado y dejado fuera del espectro de posibilidades tímbricas que pudieran estar al alcance de los compositores de hoy. Desde su introducción en México en el siglo XVIII, se ha convertido en una herramienta para la música popular. Fue muy popular en la época del Porfiriato, y se tocaba en las orquestas típicas y grandes bandas. Se interpretaban valses, polkas, pasos dobles, marchas y hasta fox-trots, que formaban parte de la música popular mexicana de dicha época.